# Euxoa pedalis
Euxoa pedalis là một loài bướm đêm trong họ Noctuidae.